# 액션퍼즐 패밀리 3
《액션퍼즐 패밀리 3》는 컴투스에서 개발한 10개의 퍼즐게임이 있는,  피처 폰용 모바일 퍼즐 게임이다.

## 게임 구성요소

### 게임 종류
10개의 게임으로 구성되어 있다.
- 서울에서 김C찾기
같은 그림 블록을 찾는 게임이다.

- 파리에서 가격체크
숫자칩들을 타이핑하는 게임이다.

- 스핑크스와 벽돌정리
블록을 옮겨가면서 같은 색 블록들을 정리하는 게임이다.

- 광화문앞 러쉬아워
날아오는 공과 같은 공을 배치하여 없애는 게임이다.

- 소림사의 뽑아밀권
쌓여있는 블록을 가져온 후, 던져서 같은 색 블록을 없애는 게임이다.

- 모아이는 붕어행님
그림의 위치를 기억하고, 색깔 순서에 맞게 그림을 찾는 게임이다.

- 미쿡에서 뾰옹뾰옹
모여있는 같은 색 블록을 없애는 게임이다.

- 월가의 장부정리
가운데 그림과 같은 숫자가 적혀 있는 카드를 찾는 게임이다.

- 여신상과 카드색출
같은 색 카드 4개를 기억해서 찾는 게임이다.

- 피사의탑 가로세로
블록 3개의 선을 연결시켜 없애는 게임이다.

### 게임 모드
3개의 모드로 구성되어 있다.
- 일반모드
가장 난이도가 쉬운 모드이다.

- 야근모드
일반모드에 비하여 높은 난이도를 가진 모드이다.

- 도전모드
일반모드와 야근모드에서 적용되는 게임방법에 특수한 룰을 추가하여 도전하는 모드이다.